# Ptilodexia arida
Ptilodexia arida är en tvåvingeart som först beskrevs av Charles Howard Curran 1930.  Ptilodexia arida ingår i släktet Ptilodexia och familjen parasitflugor. Inga underarter finns listade i Catalogue of Life.